# Стезка, Алеш
Алеш Стезка (чеш. Aleš Stezka; род. 6 января 1997 года, Либерец, Чехия) — чешский хоккейный вратарь. Воспитанник клуба «Били Тигржи Либерец».  Сейчас играет за «Витковице» в «Чешской Экстралиге».

## Карьера
Воспитанник хоккейной школы «Били Тигржи» (Либерец). Выступал за «Били Тигржи» (Либерец), ХК «Бенатки-над-Йизероу», «Пираты» (Хомутов), «Слован» (Усти-над-Лабем), ХК «АЗ Гавиржов».
Задрафтован «Миннесотой Уайлд» в 2015 году под общим 111-м номером. С 2015 по 2017 год играл в хоккейной лиге США. В 2017 году стал обладателем Кубка Кларка в составе клуба «Чикаго Стил».
Начиная с сезона 2021/22 играет за клуб «Витковице».
В составе юниорской сборной Чехии, участник чемпионата мира 2015.

## Статистика
Обновлено на конец сезона 2020/21
Всего за карьеру провёл 133 матча (в Экстралиге — 8, в первой чешской лиге — 125).